# Yoo Hyun-jin
Yoo Hyun-jin – południowokoreański zapaśnik w stylu wolnym. Zdobył brązowy medal na mistrzostwach Azji w 2006 i na uniwersjadzie w 2005. Wojskowy mistrz świata w 2008 roku.